# 89903 Пост
89903 Пост (89903 Post) — астероїд головного поясу, відкритий 20 лютого 2002 року Бертоном Л. Стівенсоном.
Тіссеранів параметр щодо Юпітера — 3,034.

## Назва
Названа на честь астронома-любителя Сесіла Поста (1917–2013), колишнього інженера «антенної» секції лабораторії фізичних наук Лас-Крусеса. Він був активним членом Астрономічного товариства Лас-Крусес, а також президентом цієї організації. 